# Marilyn McAuley
Marilyn McAuley é uma atriz, diretora e escritora norte-americana. Ela esta envolvida com animação a mais de 15 anos, tendo dirigido diversos filmes e animações de baixo orçamento. Ela produziu uma grande variedade de projetos para pré-escola para o público em horário nobre, incluindo The Dating Guy. Ela conseguiu projetos de baixo orçamento únicos com co-produções internacionais e transmissões múltiplas. Ela ganhou créditos como escritora para projetos como Richard Scarry's Busytown Mysteries e Meu Pai é um Roqueiro e para diretora de voz em Skatoony. Marilyn ganhou prêmios, incluindo um Gemini de Melhor série de animação para Skyland, Pulcinella Award por Melhor Série do Ano para Jovens e Adultos com Sorriso Metálico e foi nomeada para um Gemini de Melhor Programa Infantil ou Ficção sobre Juventude para Jacob Dois Dois.  Ela também trabalhou em séries como Drake & Josh e Projeto Clonagem, ambos como produtora. 